# Barløse Kirke
Barløse Kirke ligger i den sydlige del af landsbyen Barløse ca. 8 km NØ for Assens i Region Syddanmark.
Romansk bygning af tilhugne granitkvadre og munkesten (munkesten tidligst 2. halvdel af XII. århundrede).
Kirken består af skib og kor, der fremtræder ud i eet uden adskillelse, et kirketårn mod vest og et våbenhus mod nord. Den oprindelige kirke i romansk stil er senere nedbrudt og materialerne genbrugt ved nyopførelse. Til kirken er anvendt tilhugne granitkvadre og munkesten. Spor efter en oprindelig norddør (kvindedør) er bevarede. Ved skibets østgavl er bevarede de gamle sokkelsten fra et ældre, nu forsvundet apsis. Adskillelse mellem skib og kor er markeret ved, at gulvet ved alteret er hævet tre Trin. Gavlspidsen er dekoreret med blændinger.
Tårnet har gavle med blindinger i øst og vest. En trappe fører op til klokkerummet. På nordsiden af tårnet findes en kvist af træ fra renæssancen, under hvilken kirkeklokken er ophængt i en åbning i muren.
Tårnrummet og skibet er hvælvede.
Våbenhuset er opført af munkesten og har et fladt, pudset loft.
Kirkens altertavle er et maleri, der viser Jesus hos Martha og Maria.

## Galleri
- Barløse Kirke fra sydvest
- Barløse Kirke fra syd
- Barløse Kirke fra nordøst

## Eksterne kilder og henvisninger
1. ↑  Barløse Kirke, korttilkirken.dk, hentet 4. august 2024.
2. ↑  "Barløse Kirke". Den Store Danske (lex.dk online udgave).
3. ↑  Runeberg: Trap 3. Udgave 3. Bind : Bornholms, Maribo, Odense og Svendborg Amter side 536: Barløse Sogn – Kirken

- Wikimedia Commons har flere filer relateret til Barløse Kirke
- Barløse Kirke hos KortTilKirken.dk